# Kadodara
Kadodara is een census town in het district Surat van de Indiase staat Gujarat. 

## Demografie
Volgens de Indiase volkstelling van 2001 wonen er 14819 mensen in Kadodara, waarvan 68% mannelijk en 32% vrouwelijk is. De plaats heeft een alfabetiseringsgraad van 68%. 